# اطلاعات علمی
ماهنامهٔ اطلاعات علمی از نشریات مؤسسه اطلاعات ایران بود که از آبان ۱۳۶۴ تا ۱۳۹۴ منتشر می‌شد. این ماهنامه به موضوعات علمی در قالب مقاله و خبر می‌پرداخت.